# متهلر
متهلر (به آلمانی: Methler) یک منطقهٔ مسکونی در آلمان است که در کامن واقع شده‌است. متهلر ۱۲٬۰۲۵ نفر جمعیت دارد.